# Itatiayana banzhafi
Itatiayana banzhafi är en insektsart som beskrevs av Schmidt 1932. Itatiayana banzhafi ingår i släktet Itatiayana och familjen Caliscelidae. Inga underarter finns listade i Catalogue of Life.